# Max et ses trois mariages
Pour plus de détails, voir Fiche technique et Distribution.
Max et ses trois mariages est un film muet français réalisé par Lucien Nonguet, sorti en 1910.

## Fiche technique
- Titre original : Max et ses trois mariages
- Réalisation Lucien Nonguet
- Scénario :
- Producteur :
- Société de production : Pathé Frères
- Société de distribution : Pathé Frères
- Pays d'origine :  France
- Langue : film muet avec les intertitres en français
- Métrage :
- Format : Noir et blanc — 35 mm — 1,33:1 — Muet
- Genre : Comédie
- Durée :
- Dates de sortie : 
  -  France : 1910

## Distribution
- Max Linder : Max